# (825) Tanina
(825) Tanina est un astéroïde de la ceinture principale découvert le 27 mars 1916 par l'astronome russe Grigoriy Neujmin.
Sa désignation provisoire était 1916 ZL.